# Hałoszauka (przystanek kolejowy)
Hałoszauka (biał. Галошаўка, ros. Голошевка) – przystanek kolejowy w pobliżu miejscowości Hałoszauka, w rejonie tołoczyńskim, w obwodzie witebskim, na Białorusi. Leży na linii Moskwa - Mińsk - Brześć.